# Donato Póveda
Donato Lisandro Póveda Michelena  (Santiago de Cuba; 18 de septiembre de 1965), más conocido artísticamente como Donato Póveda es un cantautor, músico y productor musical cubano. Junto con Estéfano formó el dúo Donato y Estéfano, editando tres álbumes de estudio entre los años 1995 y 1999. 
Después de la disolución del dúo, continuó su carrera en solitario con su álbum Bohemio enamorado, publicado en el año 2002.
Comenzó su carrera como trovador a la edad de 18 años en el ámbito musical de la isla. Creador de música para teatro y televisión especialmente (La Botija) con la cual ganó el premio a la mejor música del Festival Internacional de Cine De La Habana en 1989. Se da a conocer en Cuba con las canciones, "Madre Por Qué?", "Alex", "Historia De Un Amor", "Cambiando el Tema", "El Eslabón Perdido", y "Alguien Llama".

## Discografía

### Álbumes
- Mar adentro (1995)
- Entre la línea del bien y la línea del mal (1997)
- De hombre a mujer (1999)
- Lo mejor de Donato y Estéfano (2000)

- Bohemio enamorado (2002)